# Lijst van voetbalinterlands Burundi - Madagaskar
Deze lijst van voetbalinterlands is een overzicht van alle officiële voetbalwedstrijden tussen de nationale teams van de Burundi en Madagaskar. De landen hebben tot op heden twee keer tegen elkaar gespeeld. De eerste ontmoeting, een groepswedstrijd tijdens de Afrika Cup 2019, werd gespeeld in Alexandrië (Egypte) op 27 juni 2019. Het laatste duel, een vriendschappelijke wedstrijd, vond plaats op 24 maart 2024 in Antananarivo.

## Wedstrijden
| № | Plaats       | Datum         | Competitie        | Wedstrijd            | Uitslag |
| - | ------------ | ------------- | ----------------- | -------------------- | ------- |
| 1 | Alexandrië   | 27 juni 2019  | Afrika Cup 2019   | Madagaskar − Burundi | 1 − 0   |
| 2 | Antananarivo | 24 maart 2024 | Vriendschappelijk | Madagaskar − Burundi | 1 − 0   |

## Samenvatting
| Competitie        | Totaal gespeeld | Winst Burundi | Gelijk | Winst Madagaskar | Doelsaldo Burundi – Madagaskar |
| ----------------- | --------------- | ------------- | ------ | ---------------- | ------------------------------ |
| Afrika Cup        | 1               | 0             | 0      | 1                | 0 − 1                          |
| Vriendschappelijk | 1               | 0             | 0      | 1                | 0 − 1                          |
| Totaal            | 2               | 0             | 0      | 2                | 0 – 2                          |

Wedstrijden bepaald door strafschoppen worden, in lijn met de FIFA, als een gelijkspel gerekend.
FFB · Burundees vrouwenelftal · Olympisch elftal
Interlands
Tegenstander:
Algerije ·
Angola ·
Bahrein ·
Bangladesh ·
Benin ·
Botswana ·
Burkina Faso ·
Centraal-Afrikaanse Republiek ·
Comoren ·
Congo-Brazzaville ·
Congo-Kinshasa ·
Djibouti ·
Egypte ·
Eritrea ·
Ethiopië ·
Gabon ·
Gambia ·
Ghana ·
Guinee ·
Indonesië ·
Ivoorkust ·
Kameroen ·
Kenia ·
Lesotho ·
Liberia ·
Madagaskar ·
Malawi ·
Mali ·
Marokko ·
Mauritanië ·
Mauritius ·
Myanmar ·
Namibië ·
Niger ·
Nigeria ·
Oeganda ·
Palestina ·
Rwanda ·
Senegal ·
Seychellen ·
Sierra Leone ·
Soedan ·
Somalië ·
Tanzania ·
Tunesië ·
Zambia ·
Zimbabwe ·
Zuid-Afrika ·
Zuid-Soedan
FMF · A-internationals · Malagassisch vrouwenelftal
1960 – 1969 ·
1970 – 1979 ·
1980 – 1989 ·
1990 – 1999 ·
2000 – 2009 ·
2010 – 2019 ·
2020 − 2029
1963 ·
1964 ·
1965 ·
1966 · 
1967 ·
1968 ·
1969 · 
1970 · 
1971 · 
1972 ·
1973 · 
1974 ·
1975 ·
1976 ·
1977 ·
1978 · 
1979 ·
1980 · 
1981 · 
1982 ·
1983 · 
1984 ·
1985 · 
1986 ·
1987 ·
1988 ·
1989 ·
1990 ·
1991 ·
1992 ·
1993 ·
1994 · 
1995 ·
1996 ·
1997 ·
1998 ·
1999 · 
2000 · 
2001 · 
2002 · 
2003 · 
2004 · 
2005 · 
2006 · 
2007 · 
2008 · 
2009 · 
2010 · 
2011 · 
2012 · 
2013 ·
2014 ·
2015 ·
2016 ·
2017 ·
2018 ·
2019 ·
2020 ·
2021 ·
2022 ·
2023 ·
2024
Algerije ·
Angola ·
Benin ·
Botswana ·
Burkina Faso ·
Burundi ·
Centraal-Afrikaanse Republiek ·
Comoren ·
Congo-Brazzaville ·
Congo-Kinshasa ·
Egypte ·
Equatoriaal-Guinea ·
Ethiopië ·
Gabon ·
Gambia ·
Ghana ·
Guinee ·
Iran ·
Ivoorkust ·
Kaapverdië ·
Kameroen ·
Kenia ·
Kosovo ·
Lesotho ·
Liberia ·
Luxemburg ·
Malawi · 
Mali · 
Mauritanië ·
Mauritius · 
Mozambique · 
Namibië · 
Niger ·
Nigeria · 
Oeganda · 
Rwanda ·
Sao Tomé en Principe ·
Senegal ·
Seychellen · 
Soedan ·
Swaziland · 
Tanzania · 
Togo · 
Tsjaad ·
Tunesië · 
Zambia · 
Zimbabwe · 
Zuid-Afrika